# إيزو أوجوكو
إيزو أوجوكو هو مخرج أفلام ومنتج وكاتب سيناريو ومصور سينمائي نيجيري لسينما نوليوود. يعد من بين المخرجين الأكثر تتويجا بجوائز الأكاديمية الأفريقية للأفلام الموازية لجوائز الأوسكار في فئة أفضل فيلم نيجيري؛ بثماني ترشيحات حصد منها ثلاثة جوائز عن الأفلام التالية (سيتاندا وعبر النيجر و76).

## حياته
ولد إيزو واسمه الأصلي ايزوتشوكو أوجوكو في عائلة كبيرة متعددة الزوجات مكونة من 20 طفلا كان هو رابعها فكان يكسب المال من الرسم والتلوين مما ساعده أن يصبح مستقلاً في سن مبكرة. نشأ إيزو وتعلم في مدينة جوس حيث التحق بكلية سانت جون وبدأ في تعلم صناعة الأفلام من المدرسة.
في وقت لاحق، أصبح مهووسًا بالتصوير الفوتوغرافي والأفلام. فبدأ زيارة المكتبات الوطنية والمكتبات الحكومية في جوس للحصول على كتب عن إنتاج الأفلام، وخاصة من المعهد الوطني للسينما التابع للمدينة.
لسنوات، كان إيزو يقرأ الكتب التي اقترضها وفي عام 2002، التحق بمدرسة السينما في الولايات المتحدة.

## أعماله
- 2016 : 76 (فيلم)
- 2011 : Alero's Symphony [الإنجليزية]
- 2008 : Cindy's Note [الإنجليزية]
- 2007 : مياه بيضاء
- 2007 : عبر النيجر
- 2006 : سيتاندا (فيلم)